# Іванов Максим Олегович
Макси́м Оле́гович Івано́в (29 липня 1987 — 8 серпня 2014) — солдат 25-ї окремої повітрянодесантної бригади Збройних сил України, учасник російсько-української війни.

## З життєпису
Народився 1987 року в місті Дніпропетровськ.
У часі війни — стрілець-помічник гранатометника, 25-та окрема повітряно-десантна бригада.
Загинув 8 серпня 2014 року під час оборони кургану Савур-Могила Донецької області (село Саурівка).
Без Максима лишились батько Олег Іванов; мама Світлана Примасюк та донька Євгенія.
Похований у Чаплиному.

## Нагороди та вшанування
- 29 вересня 2014 року — за особисту мужність і героїзм, виявлені у захисті державного суверенітету та територіальної цілісності України, вірність військовій присязі під час російсько-української війни, відзначений — нагороджений орденом «За мужність» III ступеня (посмертно)
- його портрет розміщений на меморіалі «Стіна пам'яті полеглих за Україну» у Києві: секція 2, ряд 8, місце 16
- вшановується 8 серпня на щоденний ранковий церемоніал вшанування захисників України, які загинули цього дня у різні роки внаслідок російської збройної агресії на Сході України[2]